# Championnats de France de paratriathlon 2014
Navigation
2013 2015
Cet article présente les résultats des championnats de France de paratriathlon 2014, qui ont lieu à La Ferté-Bernard le dimanche 23 août 2014.

## Palmarès

### Homme
| Scratch | Triathlète          | Temps           |        | Catégorie |
| ------- | ------------------- | --------------- | ------ | --------- |
| 1       | Yannick Bourseaux   | 1 h 02 min 16 s | Or     | TP4       |
| 2       | Maxime Maurel       | 1 h 06 min 37 s | Argent | TP4       |
| 3       | Lionel Hiffler      | 1 h 06 min 40 s | Or     | TP3       |
| 4       | Régis Dublanchet    | 1 h 06 min 46 s | Or     | TP5       |
| 5       | Stéphane Leroy      | 1 h 07 min 34 s | Bronze | TP4       |
| 6       | Arnaud Grandjean    | 1 h 10 min 08 s | Argent | TP5       |
| 7       | Ahmed Andaloussi    | 1 h 13 min 23 s | Or     | TP1       |
| 8       | Franck Paget        | 1 h 15 min 22 s | Argent | TP3       |
| 9       | Bernard Maudonnet   | 1 h 15 min 52 s | 4      | TP4       |
| 10      | Fabien Blanchet     | 1 h 16 min 58 s | Bronze | TP5       |
| 11      | Jacques Saucede     | 1 h 19 min 45 s | 5      | TP4       |
| 12      | Stéphane Rouyer     | 1 h 20 min 27 s | 4      | TP5       |
| 13      | Laurent Seynat      | 1 h 20 min 42 s | 6      | TP4       |
| 14      | Patrick Paradoux    | 1 h 22 min 40 s | 5      | TP5       |
| 15      | Thibaud Legrais     | 1 h 22 min 47 s | 7      | TP4       |
| 16      | Laurent Pavlik      | 1 h 22 min 47 s | 6      | TP5       |
| 17      | Geoffrey Wersy      | 1 h 23 min 51 s | Or     | TP2       |
| 18      | Sébastien Declerck  | 1 h 24 min 14 s | Argent | TP1       |
| 19      | Alexandre Paviza    | 1 h 25 min 33 s | Bronze | TP1       |
| 20      | Jean-Pierre Astugue | 1 h 29 min 07 s | Bronze | TP3       |
| 21      | Yannick Barbaste    | 1 h 31 min 49 s | 8      | TP4       |
| 22      | Xavier Jouanno      | 1 h 34 min 02 s | 9      | TP4       |
| 23      | Marc Gaviot Blanc   | 1 h 37 min 38 s | Argent | TP2       |
| 24      | Stéphane Ygnace     | 1 h 44 min 46 s | 4      | TP1       |
| 25      | Christophe Delestre | 1 h 44 min 49 s | 5      | TP1       |

- Abandons = Martial Jeannin (PT1), Stéphane Bahier (PT2), Alexandre Meunier (PT4)
- Disqualifié = Jérome Tant (PT5)

### Femme
| Scratch | Triathlète       | Temps           |    | Catégorie |
| ------- | ---------------- | --------------- | -- | --------- |
| 1       | Gwladys Lemoussu | 1 h 19 min 25 s | Or | TP4       |
| 2       | Édith Dasse      | 1 h 29 min 07 s | Or | TP3       |
| 3       | Marlène Lebrun   | 1 h 34 min 28 s | Or | TP5       |

- Disqualifiée : Élise Marc (PT2)